# Batalha de Legnano
A Batalha de Legnano foi um confronto militar travado em 29 de maio de 1176, entre as forças do Sacro Império Romano-Germânico e da Liga Lombarda, durante uma das campanhas do imperador Frederico Barbarossa na Itália, a fim de firmar seu poder na região. Os lombardos, contudo, frustraram as ambições de Barbarossa.